# Enikő Mihalik
Enikő Mihalik (Békéscsaba, 11 maggio 1987) è una supermodella ungherese.

## Carriera
Enikő Mihalik viene scoperta all'età di 15 anni da un talent scout di una agenzia di moda. Nel 2002, vince l'edizione ungherese del concorso Elite Model Look e partecipa all'edizione internazionale, dove si posiziona quarta. Nel luglio 2006 debutta sulle passerelle parigine di Chanel. in seguito la Mihalik lavorerà con pochi stilisti ogni stagione, fino al 2009 in cui la modella viene richiesta da oltre 50 stilisti internazionali, inclusi Givenchy, Blumarine, Moschino, Diane von Fürstenberg e Versace.
Paragonata spesso alla collega Daria Werbowy, fra le campagne pubblicitarie di cui la Mihalik stata protagonista si possono citare quelle per MaxMara, Samsonite by Viktor & Rolf, Barneys New York, Gucci, Retro e Paola Frani. Inoltre Eniko Mihalik è comparsa sulle copertine di i-D, V, Self Service, Numéro, Vogue Giappone e Vogue Italia
Nel 2009 sfila per Victoria's Secret.
Nel 2010 è stata fotografata da Terry Richardson, insieme a Catherine McNeil, Ana Beatriz Barros, Miranda Kerr, Rosie Huntington-Whiteley, Abbey Lee, Daisy Lowe e Lily Cole per il Calendario Pirelli 2010.

## Agenzie
- Ace Models
- WhyNot Models - Milano
- Storm Model Agency
- View Management - Spagna
- Tempo Models
- Visage Management - Ungheria
- Elite Model Management - Parigi
- Valentine Management
- Marilyn Agency - New York
- Spin Model Management - Amburgo